# Río Gose
El río Gose es un río de la comárca del Harz (Goslar, Baja Sajonia, Alemania), afluente del río Abzucht. Antiguamente, sus aguas fueron utilizadas en la elaboración de la cerveza Gose, a la que dio nombre.
- Datos: Q464715
- Multimedia: Gose (Abzucht) / Q464715